# Rettchensdorf
Rettchensdorf (niedersorbisch Radochlice) ist ein Ort im südbrandenburgischen Landkreis Oberspreewald-Lausitz. Rettchensdorf ist Gemeindeteil von Schöllnitz, das ein Ortsteil der Gemeinde Luckaitztal im Amt Altdöbern ist.

## Lage
Rettchensdorf liegt in der Niederlausitz südlich des Naturparks Niederlausitzer Landrücken. Im Osten grenzt der Ort an Neudöbern und die Gemeinde Altdöbern. Neudöbern gehört wie Rettchensdorf zu Schöllnitz. Südlich liegt die Stadt Großräschen. Im Westen folgt die Gemeinde Bronkow mit ihren Ortsteilen Lipten, Lug und Saadow. Nordwestlich und nördlich befindet sich Schöllnitz.

## Geschichte
Im Jahr 1507 wurde Rettchensdorf bei Lehnsübertragung erstmals erwähnt. Der Ort und das benachbarte Neudöbern wurden an die Brüder Siegmund und Hieronymus von Zieckau übertragen. Der Ortsname ist wahrscheinlich vom Personennamen Radochl- (wie im ursprünglich sorbischen Namen Radochla) abgeleitet, der auch in westslawischen Ortsnamen vorkommt. Im Jahr 1761 wurde der Ort als Radochlize erwähnt.
Im Ergebnis des Wiener Kongresses kam Rettchensdorf an das Königreich Preußen. Der Ort gehörte zum preußischen Landkreis Calau. Am 1. Januar 1925 wurde Rettchensdorf nach Neudöbern eingemeindet. Nach dem Zweiten Weltkrieg wurde Neudöbern mit Rettchensdorf gemeinsam mit dem benachbarten Luckaitz nach Schöllnitz eingegliedert. Im Jahr 1952 blieb der Ort im neugegründeten Kreis Calau. Am 31. März 2002 schloss sich Schöllnitz mit seinen Ortslagen Neudöbern, Rettchensdorf und Luckaitz mit den Orten Buchwäldchen, Muckwar und Gosda zur Gemeinde Luckaitztal zusammen.

### Einwohnerentwicklung
| Einwohnerentwicklung in Rettchensdorf von 1875 bis 1910 | Einwohnerentwicklung in Rettchensdorf von 1875 bis 1910 | Einwohnerentwicklung in Rettchensdorf von 1875 bis 1910 | Einwohnerentwicklung in Rettchensdorf von 1875 bis 1910 | Einwohnerentwicklung in Rettchensdorf von 1875 bis 1910 | Einwohnerentwicklung in Rettchensdorf von 1875 bis 1910 |
| Jahr                                                    | Einwohner                                               | Jahr                                                    | Einwohner                                               | Jahr                                                    | Einwohner                                               |
| ------------------------------------------------------- | ------------------------------------------------------- | ------------------------------------------------------- | ------------------------------------------------------- | ------------------------------------------------------- | ------------------------------------------------------- |
| 1875                                                    | 64                                                      | 1890                                                    | 65                                                      | 1910                                                    | 55                                                      |

## Wirtschaft und Infrastruktur
Westlich des Ortes verläuft die Bundesautobahn 13.